# Land- und Stadtgericht Zinten
Das Land- und Stadtgericht Zinten war von 1826 bis 1849 ein preußisches Land- und Stadtgericht mit Sitz in Zinten.

## Geschichte
Das Land- und Stadtgericht Zinten wurde 1826 aus dem Stadtgericht Zinten und einigen Orten aus dem Land- und Stadtgericht Heiligenbeil gebildet. Es war ein Gericht 2. Klasse im Sprengel des Oberlandesgerichts Königsberg.
1837 umfasste der Gerichtsbezirk die Stadt Zinten 2184 Gerichtseingesessenen und 42 Ortschaften mit 3722 Gerichtseingesessenen (zusammen also 5906 Gerichtseingesessene). Am Gericht waren ein Stadt- und Landrichter und zwei weitere Mitarbeiter beschäftigt. Das Gericht hatte seinen Sitz im Rathaus.
Nach der Märzrevolution wurden 1849 einheitlich Kreisgerichte gebildet. In Zinten entstand die Gerichtskommission Zinten des Kreisgerichts Braunsberg.